# 默尔斯巴赫
默尔斯巴赫是德国莱茵兰-普法尔茨州的一个市镇。总面积5.92平方公里，总人口455人，其中男性220人，女性235人（2011年12月31日），人口密度77人/平方公里。